# Carling (Ontario)
Carling – gmina (ang. township) w Kanadzie, w prowincji Ontario, w dystrykcie Parry Sound.
Powierzchnia Carling to 244,09 km².
Według danych spisu powszechnego z roku 2001 Carling liczy 1063 mieszkańców (4,35 os./km²).